# درازدامن درخشان
درازدامن درخشان (نام علمی: Pharomachrus mocinno) نام یک گونه از سرده درازدامن‌ها (کوئتزال‌ها) است.
درازدامن درخشان از چیاپاس مکزیک تا غرب پاناما یافت می‌شود، برخلاف سایر درازدامن‌های جنس فاروماکروس که در آمریکای جنوبی و شرق پاناما زندگی می‌کنند.
درازدامن درخشان به خاطر پرهای رنگارنگش معروف است و نقش مهمی در اساطیر آمریکای مرکزی دارد. این پرنده، پرنده ملی گواتمالا است و تصویر آن بر روی پرچم و نشان این کشور دیده می‌شود. همچنین نام خود را به واحد پول این کشور داده است که  کوئتزال گواتمالا نام دارد.